# Antillormenis contaminata
Antillormenis contaminata är en insektsart som först beskrevs av Philip Reese Uhler 1895.  Antillormenis contaminata ingår i släktet Antillormenis och familjen Flatidae. Inga underarter finns listade i Catalogue of Life.